# L'esorcista - Il credente
L'esorcista - Il credente (The Exorcist: Believer) è un film del 2023 diretto da David Gordon Green.
Il film, sesta pellicola della saga, è il sequel diretto de L'esorcista (1973) e il primo in cui l'attrice Ellen Burstyn riprende il ruolo di Chris MacNeil dopo il primo capitolo.

## Trama
Haiti, 2010. Il fotografo Victor Fielding e sua moglie incinta Sorenne, benedetti da una praticante voodoo, sono in luna di miele finché non si verifica un violento terremoto. Sorenne è gravemente ferita: i paramedici dicono a Victor che deve scegliere di salvare sua moglie o la sua bambina non ancora nata.
Tredici anni dopo, Victor, rimasto vedovo, ha perso la fede in Dio e ha dovuto crescere la figlia Angela da solo. Un giorno, dopo la scuola, Angela si avventura nel bosco con la sua migliore amica Katherine per eseguire un rituale nel tentativo di contattare sua madre defunta. Non vedendo la figlia tornare, Victor contatta i genitori di Katherine, Miranda e Tony, e insieme vanno a cercarle. Le ragazze vengono ritrovate tre giorni dopo in una stalla: sebbene traumatizzate, le loro condizioni psicofisiche non sembrano destare preoccupazione, tanto che dopo un controllo in ospedale vengono portate a casa avendo riportato solo bruciature ai piedi. Le due iniziano però a mostrare comportamenti anormali: Katherine inscena uno sfogo nella chiesa locale, mentre Angela cerca di soffocare Victor con la sciarpa di sua madre prima di avere convulsioni. Miranda teorizza che le ragazze abbiano viaggiato all'Inferno e abbiano portato con sé un demone, da qui le ustioni ai loro piedi.
Victor fa ricoverare Angela in un ospedale, dove la loro vicina infermiera Ann si prende cura di lei, mentre i genitori di Katherine la tengono a casa. Le condizioni delle ragazze peggiorano quando i loro corpi si ricoprono di piaghe e iniziano a parlare in strane lingue. Ann si convince che Angela sia posseduta dopo che quest'ultima, con una voce demoniaca e sporcando di sangue la coperta, rivela di essere a conoscenza della formazione di Ann come suora e del suo aborto. La donna dà a Victor un libro scritto da Chris MacNeil, che ha vissuto una situazione simile con sua figlia Regan nel 1973. Dopo quella esperienza, infatti, Chris ha passato la vita a fare ricerche sugli esorcismi in ogni cultura diventando famosa in tutto il mondo per i suoi studi. Regan si è invece allontanata da sua madre a causa del successo del libro di memorie e da allora non l'ha più vista. Victor cerca Chris e la porta in ospedale per vedere Angela e poi vanno a casa di Katherine. Mentre Victor si occupa di Miranda e Tony insieme agli altri due figli, Chris va di sopra e inizia a eseguire il proprio esorcismo su Katherine. La ragazza pugnala Chris più volte negli occhi con un crocifisso, costringendo Victor a portarla d'urgenza in ospedale.
I genitori delle due ragazze si rivolgono alla chiesa e a un prete, padre Maddox, per un esorcismo. Ricevono anche aiuto dalla dottoressa Beehibe, una guaritrice delle radici, Don Revans, il pastore battista della famiglia di Katherine, e Stuart, un predicatore pentecostale. Il gruppo pianifica l'esorcismo e Chris consiglia a Victor di utilizzare metodi di tutte le diverse culture e religioni, ma la diocesi locale vieta a Maddox di partecipare. Gli altri procedono lo stesso con l'esorcismo senza di lui.
Le ragazze sono legate alle sedie mentre Maddox cambia idea e si unisce al gruppo. Mentre Maddox legge dal Rituale Romano, il demone, Lamashtu, con la telecinesi gli spezza il collo uccidendolo. Victor continua con l'esorcismo finché il demone non rivela che Victor non ha scelto di mantenere in vita Angela tredici anni fa: ha infatti scelto Sorenne, ma lei è morta per le ferite riportate. Victor si scusa con Angela e usa la sciarpa di Sorenne per tentare di rafforzarla, ma il demone gli dice che deve scegliere quale delle ragazzine vivrà e quale morirà: se non viene fatta una scelta le ucciderà entrambe. Victor si rifiuta di fare una scelta. Tony urla che sceglie Katherine e Angela si ferma. A questo punto il demone rivela che colei che è stata scelta è quella che sarebbe dovuta morire. Katherine grida chiamando i suoi genitori mentre il demone la trascina all'Inferno e Angela riprende a respirare.
In seguito, Ann viene interrogata dalla polizia, Miranda e Tony piangono la perdita di Katherine, mentre Angela torna a scuola. In ospedale, Chris riceve la visita di Regan, che perdona sua madre. Le due si abbracciano con grande emozione.

## Produzione
Linda Blair, che ha interpretato Regan MacNeil nei primi due film della saga, ha lavorato come consulente per la sicurezza sul set per gli attori più giovani e riprende il suo ruolo in un cameo nel finale del film.
Le riprese del film, iniziate nel novembre 2022 in Georgia, e svoltesi tra Atlanta e Savannah, sono terminate nel marzo 2023.
Il budget del film è stato di 30 milioni di dollari.

## Promozione
Il primo trailer del film è stato diffuso il 25 luglio 2023.

## Distribuzione
L'uscita della pellicola era stata inizialmente fissata per il 13 ottobre 2023, a cinquant'anni esatti dall'uscita del primo capitolo, per poi essere anticipata al 6 ottobre 2023, mentre in Italia arriva nelle sale dal giorno precedente.

### Divieti
Negli Stati Uniti il film è stato vietato ai minori di 17 anni per la presenza di "contenuti violenti, immagini disturbanti, linguaggio scurrile e riferimenti sessuali". In Italia il film è stato vietato ai minori di 14 anni.

## Accoglienza

### Incassi
Il film ha incassato in tutto il mondo 120,3 milioni di dollari.

### Critica
Sull'aggregatore Rotten Tomatoes il film riceve il 22% delle recensioni professionali positive con un voto medio di 4,4 su 10 basato su 238 critiche, mentre su Metacritic ottiene un punteggio di 39 su 100 basato su 54 critiche.

## Sequel cancellati e Reboot
Nel luglio 2021, ancor prima dell'inizio della produzione del film, sono stati annunciati due sequel, il primo dei quali, intitolato The Exorcist: Deceiver, avrebbe dovuto essere distribuito a partire dal 18 aprile 2025,
ma a gennaio 2024 il regista e co-sceneggiatore ha lasciato l'incarico per realizzare il sequel; poco dopo il film è stato rimosso dal calendario delle uscite, e al suo posto uscirà un reboot della saga, diretto da Mike Flanagan, in uscita il 13 marzo 2026.il 5 giugno 2025 il reboot è stato cancellato.

## Riconoscimenti
- 2023 - Razzie Awards
  - Candidatura al peggior film
  - Candidatura al peggior prequel, remake, rip-off o sequel
  - Candidatura alla peggior coppia a due qualsiasi degli investitori avidi di denaro che hanno donato 400 milioni di dollari per i diritti di remake
  - Candidatura al peggior regista a David Gordon Green
  - Candidatura alla peggiore sceneggiatura a Peter Sattler e David Gordon Green